# Damien Monier
Pour les articles homonymes, voir Monier.
Damien Monier, né le 27 août 1982 à Clermont-Ferrand, est un coureur cycliste français. Il est membre de la formation Cofidis de 2004 à 2012, de l'équipe continentale Bridgestone Anchor de 2013 à 2017 et de l'équipe Aisan Racing entre 2018 et 2022. Son palmarès comprend notamment une étape du Tour d'Italie gagnée en 2010 et deux titres de champion de France de poursuite individuelle obtenus en 2005 et 2008. Il est également vainqueur du Tour cycliste international de la Guadeloupe en 2016.

## Biographie

### Débuts cyclistes et carrière chez les amateurs
Damien Monier est né à Clermont-Ferrand en Auvergne le 27 août 1982. Il découvre le cyclisme au VC Riom club auquel il demeure longtemps fidèle. Doué pour les épreuves contre-la-montre et la piste, il se fait remarquer grâce à ses talents de poursuiteur et de rouleur.
En 2002, il est champion de France du contre-la-montre espoirs. Il termine également premier du Chrono de Maringues, du Souvenir Raymond Serrat et troisième du Chrono des Nations-Les Herbiers-Vendée espoirs.
L'année suivante, il gagne la première étape du Tour des Pays de Savoie, devient champion d'Auvergne sur route et glane un nouveau titre de champion de France espoirs en finissant sur la plus haute marche du podium lors des championnats de France de poursuite individuelle. En fin de saison il s'adjuge le Chrono des Nations-Les Herbiers-Vendée des moins de 23 ans. Il participe également aux championnats d'Europe de cyclisme sur piste espoirs où il se classe neuvième de l'épreuve de poursuite individuelle devant son coéquipier de l'équipe de France Matthieu Ladagnous.
Ces bonnes performances permettent au coureur auvergnat de devenir professionnel en 2004 dans les rangs de l'équipe cycliste Cofidis.

### Carrière professionnelle

#### 2004-2012: les années Cofidis

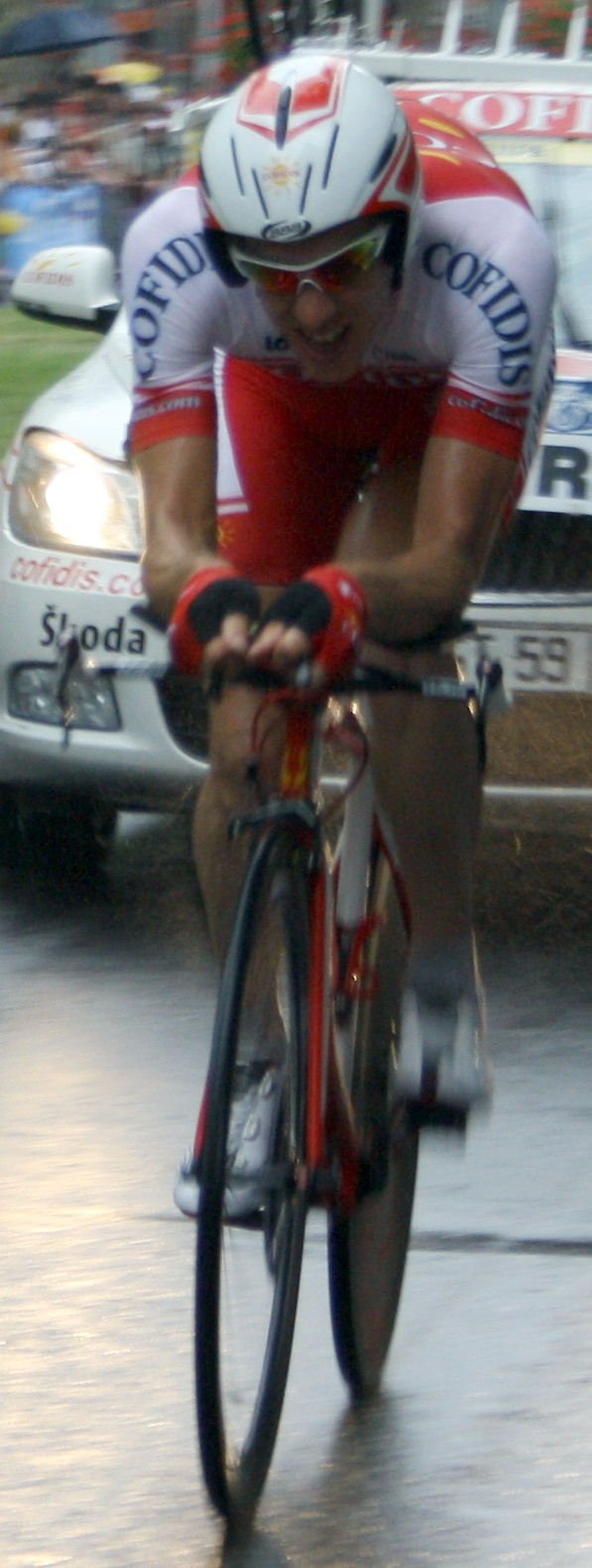
Damien Monier en plein effort lors du prologue du Tour de France 2010.

En 2004, Pour sa première année à ce niveau, Damien Monier obtient une médaille de bronze lors du championnat de France de poursuite individuelle sur piste.
Il devient champion de France de cette discipline sur le vélodrome de Hyères la saison suivante. Il devance à cette occasion Fabien Sanchez, le tenant du titre, et Jonathan Mouchel.
En 2006, il participe aux championnats du monde de cyclisme sur piste à Bordeaux et termine huitième de l'épreuve de poursuite individuelle.
L'équipe Cofidis offre à Damien Monier la possibilité de participer à son premier grand tour en 2007. Il découvre à cette occasion les routes du Tour d'Espagne du 1er au 23 septembre. À l'issue de la 21e et dernière étape il est 129e après avoir travaillé pour ses leaders. Quelques semaines plus tard, il s'offre la huitième place du Tour de Vendée.
L'année suivante, il réussit plusieurs bonnes performances dans l'exercice chronométré : huitième du contre-la-montre du Tour du district de Santarém en mars, il termine septième du classement général ; en juin, il est cinquième du championnat de France du contre-la-montre. La même année, il participe à son premier Tour d'Italie, qu'il finit en 111e position. Durant l'été, il glane un second titre de championnat de France de poursuite individuelle sur piste.
Lors de la saison 2009, Damien Monier démontre des capacités de grimpeur qui lui permettent d'obtenir des places d'honneur dans plusieurs courses par étapes. En février, il termine huitième de l'Étoile de Bessèges et cinquième du Tour méditerranéen. En avril, il s'octroie la quatrième place du contre-la-montre du Circuit de la Sarthe et la neuvième du classement général final de l'épreuve. En juin, il est 19e du Tour de Suisse, compétition cycliste inscrite au calendrier mondial UCI. Enfin, en août, il se classe quatrième du Tour de l'Ain. En outre, il prend, lors de cette course, la troisième place de l'étape de montagne qui arrive au col du Grand Colombier derrière ses coéquipiers Rein Taaramäe et David Moncoutié.
En 2010, il prend part au Tour d'Italie pour pallier le forfait de Tristan Valentin blessé deux jours avant le départ. Au cours de ce Giro, il s'adjuge sa première victoire professionnelle en enlevant la 17e étape, à la suite d'une échappée. Quelques mois plus tard, il participe au Tour de France pour la première fois. Il réussit une excellente entame en étant premier Français après une semaine. Il est par ailleurs souvent le dernier coureur tricolore présent dans le groupe de tête dans les étapes de montagne. La dernière partie de la Grande Boucle est plus difficile pour le natif de Clermont-Ferrand qui rétrograde au classement général et finit 71e de l'épreuve à l'arrivée sur les Champs-Élysées. Il fait cependant figure de révélation pour certains observateurs du cyclisme qui découvrent ce coureur à la maturité un peu tardive.
Il est douzième du Tour de Turquie au premier semestre 2011 mais sa saison est perturbée par un problème de production d'enzymes qui le contraint à arrêter la compétition dès le mois d'août.
En janvier 2012, il est renversé par une voiture au cours d'un entraînement sur la commune d'Aubière près de Clermont-Ferrand et souffre de multiples fractures. Son contrat n'est pas renouvelé par la formation Cofidis en fin d'année. Après neuf ans au sein de cette équipe, il est donc obligé de chercher un nouvel employeur pour continuer à exercer son métier.

#### 2013-2017: carrière japonaise avec Bridgestone Anchor
Damien Monier rejoint l'équipe continentale japonaise Bridgestone Anchor afin de poursuivre sa carrière professionnelle en 2013,. Il s'adjuge la quatrième place du Tour d'Azerbaïdjan puis la troisième du Tour du Japon au printemps. Durant l'été, il se classe sixième du Tour cycliste international de la Guadeloupe et second du Tour de Hokkaido derrière son coéquipier Thomas Lebas.
En 2014, il renoue avec le succès à l'occasion de la troisième étape du Tour international de Constantine qu'il remporte en solitaire. Il s'agit de sa seconde victoire sur une course organisée sous l'égide de l'Union cycliste internationale après celle obtenue sur le Tour d'Italie en 2010. Au mois d'août, il termine second du Tour cycliste de Guadeloupe après avoir porté le maillot de leader de cette course pendant plusieurs étapes.
Ses talents de grimpeur permettent à Damien Monier de commencer sa douzième saison chez les professionnels par un podium au Tour des Philippines en février 2015. Huitième la veille de l'arrivée, la montée finale qui conclut la dernière étape lui permet de distancer une partie de ses concurrents directs et de s'adjuger la troisième place de l'épreuve. Il termine également troisième du Tour de Kumano au mois de mai quelques jours après avoir pris la huitième place du Tour du Japon. En juin il est dixième du Tour de Corée. Au cours de l'été il s'illustre sur les routes du Tour cycliste international de la Guadeloupe où il remporte le prologue (contre-la-montre par équipes qui ne compte pas pour le classement général) et porte le maillot jaune de leader pendant une étape. Il doit cependant abandonner à la suite d'une chute alors qu'il est second du classement général derrière Boris Carène. Au mois d'octobre il participe au Tour de Singkarak où il prend la neuvième place de la huitième étape et termine treizième du classement final de cette course disputée en Indonésie. En fin de saison il se classe également quatrième du Tour d'Okinawa à seize secondes du vainqueur Jason Christie de l'équipe continentale Avanti Racing et gagne le King of Mountains (KOM) challenge une épreuve très montagneuse organisée à Taiwan.
C'est une nouvelle fois sur le Tour cycliste international de la Guadeloupe que le coureur français fait étalage de son talent en 2016. Lors de la première semaine de course, il se met au service de son coéquipier Thomas Lebas, leader de l'épreuve pendant quatre jours. La veille de l'arrivée, il gagne sans coup férir la huitième étape (un contre-la-montre de vingt kilomètres tracé autour de la commune des Abymes) et revient à cinquante-deux secondes du maillot jaune, le vénézuélien José Chacón. Il tente son va-tout le dernier jour de l'épreuve antillaise, attaque en début d'étape et reprend plus d'une minute à Chacón. Cette stratégie offensive lui permet de remporter le classement général de ce soixante-sixième Tour cycliste international de la Guadeloupe,.
Damien Monier glane quelques accessits au début de la saison 2017, il se classe notamment quatrième d'une étape du Tour des Philippines et cinquième d'une étape du Tour du Japon. En juin, il s'adjuge la dernière étape du Tour de Kumano et termine cinquième du Tour de Corée. Durant l'été, il participe de nouveau au Tour cycliste international de la Guadeloupe mais se classe seulement trente-deuxième de l'épreuve antillaise à plus de trente minutes du vainqueur Sébastien Fournet-Fayard.

#### 2018-2022: professionnel chez Aisan Racing
En 2018, après cinq années chez Bridgestone Anchor, Damien Monier rejoint une autre équipe japonaise, Aisan Racing. Il brille assez peu pour sa première année sous ses nouvelles couleurs et n'obtient que quelques rares places d'honneur en fin de saison. C'est le cas au Tour d'Almaty (une épreuve organisée par l'ancien coureur professionnel Alexandre Vinokourov) où il se classe neuvième de la deuxième étape qui relie la ville d'Almaty à la station de sports d'hiver de Medeu et au Taiwan KOM Challenge qu'il termine en troisième position.
Il commence sa saison 2019 en Océanie où il décroche la soixante et unième place de la New Zealand Cycle Classic. À la fin du mois de mai il termine douzième du Tour du Japon mais doit abandonner au cours de la dernière étape du Tour de Kumano quelques jours plus tard alors qu'il occupe la vingt-cinquième place du classement général à six minutes et trente-et-une secondes du leader Orluis Aular. En septembre, il se classe sixième de la dernière étape du Tour de l'Ijen. Il termine également neuvième du classement général de cette course indonésienne.
La pandémie de Covid-19 qui sévit dans le monde et l’annulation des compétitions qui en découle ne lui permettent pas de participer à la moindre course inscrite au calendrier de l’UCI en 2020. Il court également très peu les deux années suivantes et annonce l'arrêt de sa carrière au mois de décembre 2022.

### Reconversion professionnelle
En 2023, il intègre l'encadrement de la formation japonaise Aisan Racing pour la partie européenne de son programme.

## Palmarès sur route

### Palmarès année par année
| - 2001 - Champion du Puy-de-Dôme sur route espoirs - 2002 - Champion de France du contre-la-montre espoirs - Souvenir Jean-Guy Chamoux - Chrono de Maringues - Souvenir Raymond-Serrat - 3e du Chrono des Nations espoirs - 2003 - Champion d'Auvergne sur route - 1re étape du Tour de Savoie (contre-la-montre) - Chrono des Herbiers espoirs - 3e du championnat de France du contre-la-montre espoirs - 2010 - 17e étape du Tour d'Italie - 2013 - 2e du Tour de Hokkaido - 3e du Tour du Japon | - 2014 - 3e étape du Tour international de Constantine - 2e du Tour de la Guadeloupe - 2015 - Taiwan KOM Challenge - 3e du Tour des Philippines - 3e du Tour de Kumano - 2016 - Tour de la Guadeloupe : - Classement général - 8eb étape (contre-la-montre) - 2017 - 3e étape du Tour de Kumano - 2018 - 3e du Taiwan KOM Challenge |

### Résultats sur les grands tours

#### Tour de France
1 participation
- 2010 : 71e

#### Tour d'Italie
2 participations
- 2008 : 111e
- 2010 : 89e, vainqueur de la 17e étape

#### Tour d'Espagne
2 participations
- 2007 : 129e
- 2009 : 65e

### Classements mondiaux
| Année                  | 2010 | 2011   | 2012 | 2013 | 2014 | 2015   | 2016   | 2017 | 2018 | 2019   | 2020 | 2021 |
| ---------------------- | ---- | ------ | ---- | ---- | ---- | ------ | ------ | ---- | ---- | ------ | ---- | ---- |
| Calendrier mondial UCI | 142e |        |      |      |      | 535e   | 1 004e | 930e |      | 2 061e |      |      |
| UCI Africa Tour        |      |        |      |      | 58e  |        |        |      |      |        |      |      |
| UCI America Tour       |      |        |      |      | 55e  |        | 109e   | 457e |      |        |      |      |
| UCI Asia Tour          |      |        |      | 36e  | 353e | 49e    | 424e   | 122e |      |        |      |      |
| UCI Europe Tour        | 905e | 1 052e | nc   | 516e |      | 1 056e |        |      |      | 1 346e |      |      |

## Palmarès sur piste

### Championnats du monde
- Bordeaux 2006
  - 8e de la poursuite individuelle

### Championnats de France
| - 2003 - Champion de France de poursuite espoirs - 2004 - 3e du championnat de France de poursuite | - 2005 - Champion de France de poursuite - 2008 - Champion de France de poursuite |

### Championnats d'Auvergne
| - 2002 - Champion d'Auvergne de poursuite | - 2003 - Champion d'Auvergne de poursuite |